# غل آباد (آلتين ساي)
غل آباد هي بلدة في مقاطعة آلتين ساي في ولاية صرخنداريا في أوزبكستان.